# Belišće
Belišće è una città della Croazia di 8 884 abitanti della Regione di Osijek e della Baranja.
La città è nota per aver darò i natali al canoista Matija Ljubek.